# Illväderstjärnen, Ångermanland
Illväderstjärnen är en sjö i Sollefteå kommun i Ångermanland och ingår i Ångermanälvens huvudavrinningsområde. Sjön har en area på 0,0513 kvadratkilometer och ligger 299,3 meter över havet.

## Delavrinningsområde
Illväderstjärnen ingår i det delavrinningsområde (704650-152450) som SMHI kallar för Utloppet av Flärken. Medelhöjden är 292 meter över havet och ytan är 29,24 kvadratkilometer. Räknas de 44 avrinningsområdena uppströms in blir den ackumulerade arean 394,6 kvadratkilometer. Lafsan (Lövlundsån) som avvattnar avrinningsområdet har biflödesordning 3, vilket innebär att vattnet flödar genom totalt 3 vattendrag innan det når havet efter 137 kilometer. Avrinningsområdet består mestadels av skog (71 procent). Avrinningsområdet har 6,37 kvadratkilometer vattenytor vilket ger det en sjöprocent på 21,8 procent.